# El Pinar (Granada)
El Pinar ist eine Gemeinde in der Provinz Granada im Südosten Spaniens mit 870 Einwohnern (Stand: 2024). Die Gemeinde liegt in der Comarca Valle de Lecrín. 

## Geografie
Die Gemeinde liegt im Süden der Provinz und grenzt an Los Guájares, Lanjarón, Lecrín, Órgiva, El Valle und Vélez de Benaudalla. Die Gemeinde liegt im Tal von Lecríne, ein Gebiet, das an den Westhang der Sierra Nevada grenzt. El Píñar besteht aus den Ortsteilen Pinos del Valle und Izbor.

## Geschichte
Die Siedlung ist im Stil der Morisken gehalten, auch wenn die Siedlung wahrscheinlich schon von der maurischen Zeit besiedelt wurde. Nach dem 2. Aufstand in den Alpujarras wurden die Morisken aus der Siedlung vertrieben.